# Pannon Egyetem
A Pannon Egyetem (röviden: PE) a Közép- és Nyugat-Dunántúli régió felsőoktatási intézménye, amely széleskörű képzési lehetőségekkel várja a hallgatókat. Az egyetem a bölcsészet-, a közgazdaság-, a műszaki- és informatikai-, a nevelés-, a társadalom-, valamint a természettudományok területén kínál képzéseket. Az egyetem 2024-ben ünnepelte fennállásának 75. éves évfordulóját. Oktatási helyszínei Veszprém mellett Nagykanizsán, Zalaegerszegen és Ajkán is elérhetők.

## Története

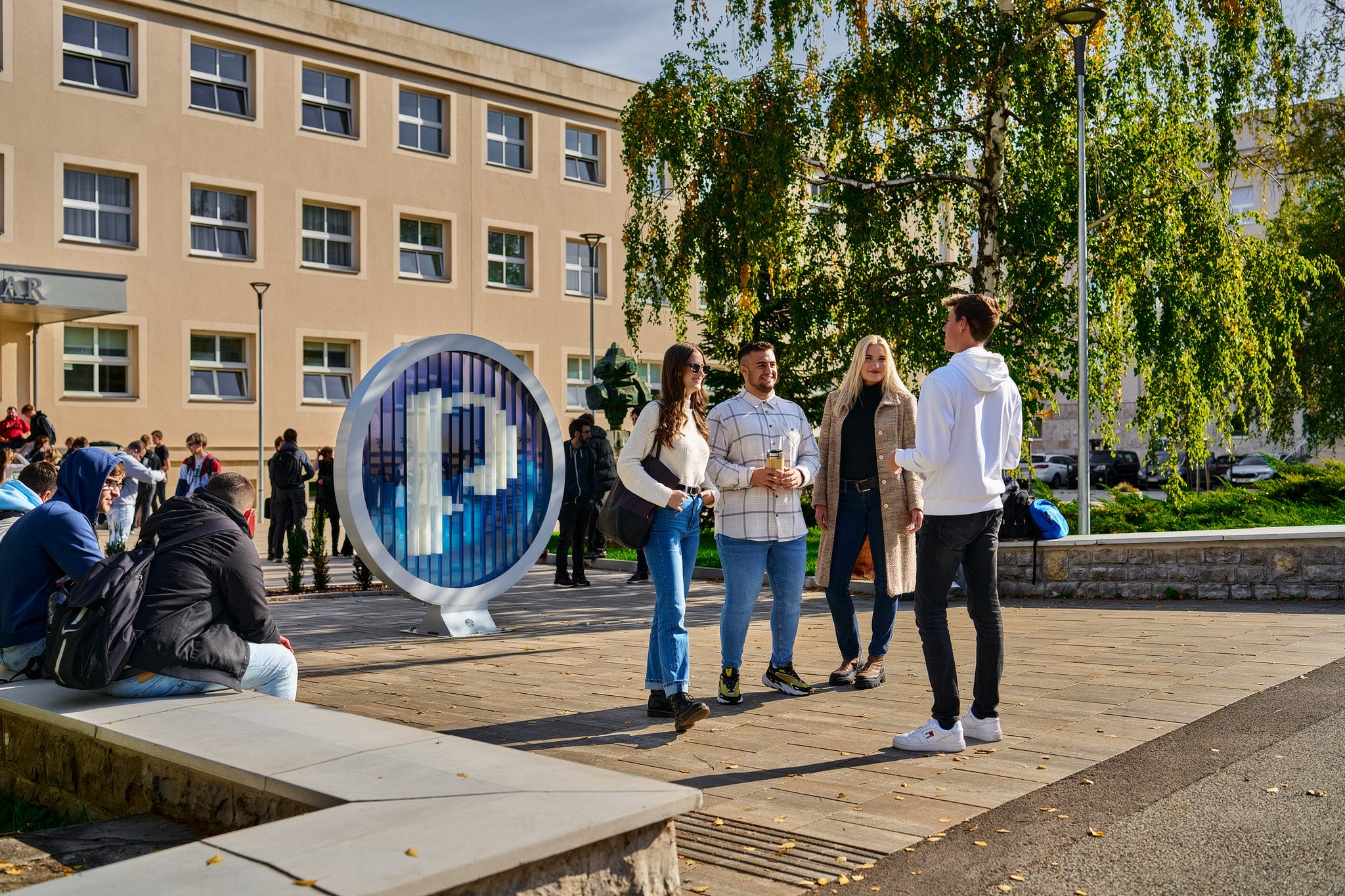
Hallgatók a Pannon Egyetemen

Veszprémben működött Magyarország első, XIII. századi felsőoktatási intézménye, a korában nagyhírű káptalani főiskola, ahol teológiát, jogot és a „hét szabad művészetet” (azaz mai szóval lényegében bölcsészetet) oktatták. Itt képezték a kor magyarországi diplomatáit. Miután 1276-ban Csák Péter seregei elpusztították Veszprémet, a káptalani főiskola már nem épült újjá.
Veszprém 1949-ben válhatott ismét egyetemi várossá. Az ebben az évben hozott XXII. törvény rendelkezett a Budapesti Műszaki Egyetem Nehézvegyipari Karának a városba telepítéséről. Az intézkedés célja az volt, hogy Veszprém a Közép-Dunántúl tudásközpontjává váljon. Az intézmény 1949. szeptember 26-án 107 hallgatóval és 16 oktatóval, egy (a mai A) épületben kezdte meg működését.
1951 őszén jött létre az önálló egyetem. Az intézmény megszervezésében különösen nagy szerepet játszott Polinszky Károly, aki 1949-től (két év kihagyással) 1961-ig az egyetem dékánja, majd 1963-ig rektora volt. Emlékét a Polinszky-terem (a PE legnagyobb előadóterme) és mellszobor őrzi. A hallgatói létszám bővülése miatt új épületeket kellett építeni. 1957-re elkészült a mai B, C, D és E épület, majd 1961-re az egyetem aulája. 1995-ben az intézmény tulajdonába kerültek az egykori  Nehézvegyipari Kutatóintézetnek és a Magyar Ásványolaj és Földgáz Kísérleti Intézetnek az Egyetemváros nyugati részén található épületei. 2003-ban a Vár több épületét is megkapta az egyetem, ahol számos bölcsészettudományi tanszéke került elhelyezésre.
A rendszerváltozás után szükségessé vált az egyetem profiljának bővítése. Újabb bölcsészettudományi, társadalomtudományi, gazdaságtudományi, informatikai és mérnöki szakok jöttek létre. Az intézmény igazi többkarú universitássá vált, és az 1990/1991-es tanévtől a Veszprémi Egyetem nevet viselte.
A 2006. év elején született döntés az intézmény nevének Pannon Egyetemre való változtatásáról. A vezetők úgy vélték, hogy ez jobban kifejezi az egyetem már betöltött, illetve betölteni kívánt átfogó, regionális szerepét. 2006. március 1-jétől az intézmény ezt a nevet használja.
Ugyancsak 2006-ban – az új Felsőoktatás Törvény előírásainak szellemében – jelentős szervezeti változás kezdődött az intézményben. Mind a karokon belül, mind a központi igazgatás területén a túlzottan szétaprózott egységek összevonásával új, a korábbinál hatékonyabb szervezet alakult ki. Ekkor jött létre a Tanácsadó, Továbbképző és Távoktatási Intézet utódjaként a Felnőttképzési Intézet is, amely a felsőfokú szakképzéseket, valamint a felnőttoktatás különböző formáit gondozza.

## Karok a Pannon Egyetemen

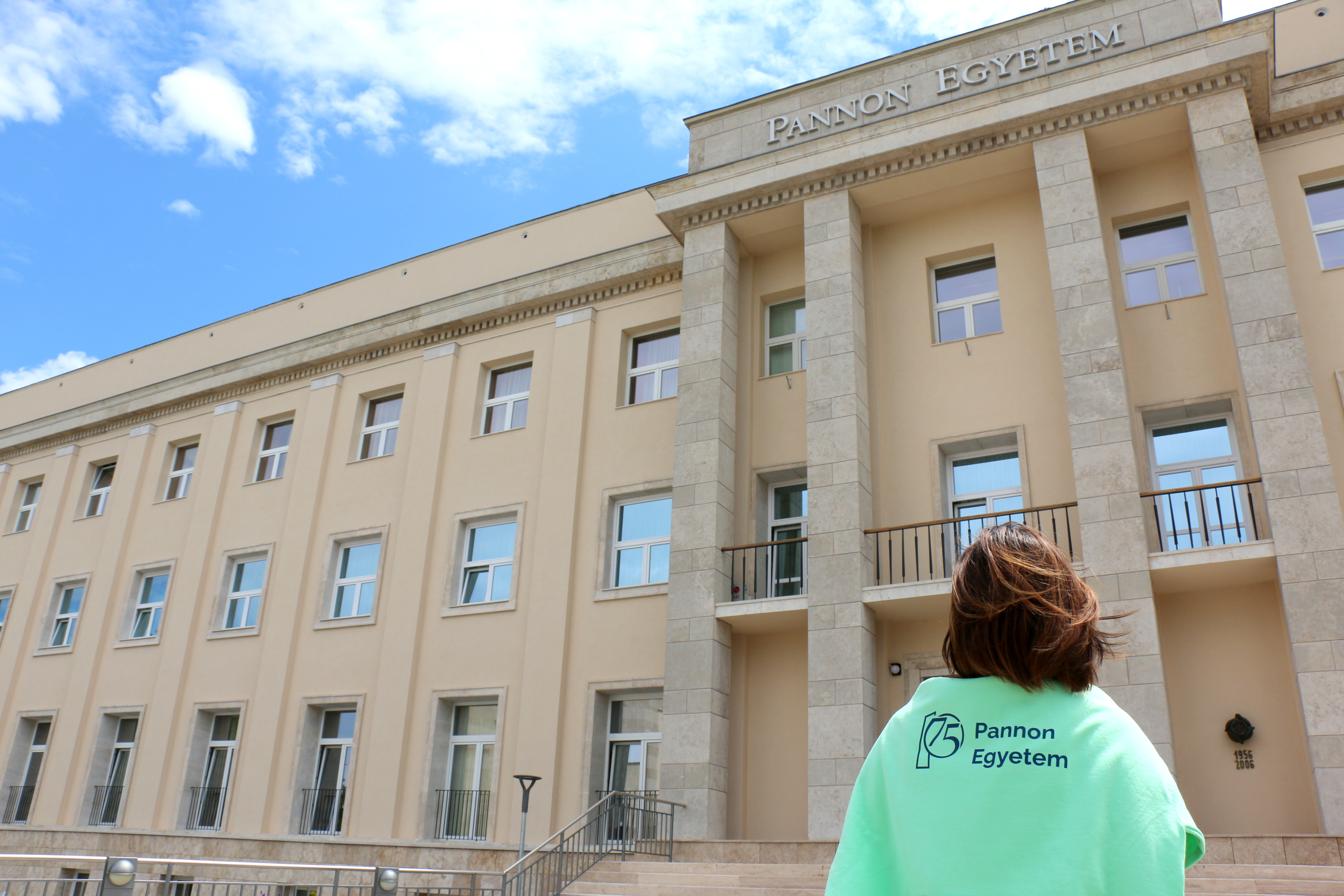
Az egyetem főépülete

Az egyetemen jelenleg öt kar működik négy képzési helyen:
| Kar neve                       | Rövidítése | Képzési hely                        | Honlap                                  |
| ------------------------------ | ---------- | ----------------------------------- | --------------------------------------- |
| Gazdaságtudományi Kar          | GTK        | Veszprém, Zalaegerszeg, Kőszeg      | http://www.gtk.uni-pannon.hu            |
| Mérnöki Kar                    | MK         | Veszprém, Zalaegerszeg, Nagykanizsa | http://www.mk.uni-pannon.hu             |
| Műszaki Informatikai Kar       | MIK        | Veszprém, Zalaegerszeg, Nagykanizsa | http://www.mik.uni-pannon.hu            |
| Humántudományi Kar             | HTK        | Veszprém, Kőszeg                    | http://www.htk.uni-pannon.hu            |
| Gazdálkodási Kar, Zalaegerszeg | ZEK        | Zalaegerszeg                        | https://zek.uni-pannon.hu/index.php/hu/ |

#### Gazdaságtudományi Kar
A kar az országban elsőként kapta meg a Felsőoktatási Minőségi Díjat. A díj odaítélésénél többek között az oktatás, az infrastruktúra színvonalát, a hallgatók elégedettségét, a vállalati partnerekkel való együttműködés és a tehetséggondozás minőségét értékelte a bíráló bizottság.
A gazdasági jellegű tárgyak oktatása 1957-ben kezdődött a Veszprémi Vegyipari Egyetemen, amely az évek során folyamatos fejlődésen ment keresztül. A Gazdaságtudományi Kar hivatalosan 2003-ban alakult meg.

#### Humántudományi Kar
A kar elődjét 1990-ben alapították Tanárképző kar néven, később a Bölcsészettudományi Kar nevet viselte, 2007-től pedig Modern Filológiai és Társadalomtudományi Kar néven működött. 2023-ban kapta a Humántudományi Kar nevet.
A Pannon Egyetem Humántudományi Kara bölcsészet- és társadalomtudományi, valamint tanári szakokat gondoz. A Kar 9 alapszakkal és ezekre épülő 11 mesterszakkal várja a hallgatókat a bölcsészettudomány, társadalomtudomány és pedagógia szakterületein. Továbbá szakirányú továbbképzési szakokat kínálnak az érdeklődőknek.
A kart az alábbi oktatási egységek alkotják: Angol-Amerikai Intézet, Digitális Módszertani Intézet, Germanisztikai és Fordítástudományi Intézet, Magyar- és Alkalmazott Nyelvtudományi Intézet, Neveléstudományi Intézet, Pszichológiai és Mentálhigiéné Intézet, Tanárképző Központ és Társadalomtudományi Intézet. Az oktatás az Egyetemváros felső kampuszán folyik. A kar küldetésének tekinti, hogy az itt tanulható szakokon olyan korszerű tudással, széleskörű tájékozottsággal, magasfokú nyelvi és kommunikációs képességgel, kreativitással rendelkező diplomás szakembereket képezzen, akik képesek a kor elvárásainak megfelelő, európai színvonalú önálló alkotó- és kutatómunkára, a nemzeti és egyetemes kultúra értékeinek közvetítésére, oktatásszervezési feladatok ellátására, pályázatok menedzselésére.

#### Mérnöki Kar
A Mérnöki Kar vegyészmérnöki képzéseit a brit Institution of Chemical Engineers (IChemE) munkatársai – a közép és kelet-európai országok képzései közül első és ezidáig egyetlenként akkreditálták, így a megszerzett vegyészmérnöki diplomákat (Bsc és MSc) a brit Nemzetközösség országaiban és az Egyesült Államokban is elfogadják. Kutató Kar – Minőségi képzésének, kutatásainak és a modern tudás alkalmazásának köszönhetően a Kar az iparban is elismerésre méltó hírnévre tett szert. Kutatási tevékenységeinek az egyetem multidiszciplináris kutatóközpontjai biztosítanak helyet és felszerelést.

#### Műszaki Informatikai Kar
A Műszaki Informatikai Kar 2003. január 1-jén, az informatikai és a hozzá kapcsolódó korszerű technológiák oktatására, kutatására és fejlesztésére jött létre, a 2001-ben alakult kari jogállású Műszaki Informatikai és Villamosmérnöki Önálló Intézet utódaként. Kezdetektől fogva a dinamizmus és az innováció hajtja, ami az évek során komoly elismerést hozott számára mind a hazai, mind a nemzetközi tudományos és ipari körökben.
A Kar villamosmérnöki tudományok élvonalába tartozó projekteken dolgozik, amelyek valódi hatással vannak a technológiai világra. A Pannon Egyetem Műszaki Informatikai Kara informatikus és villamosmérnöki területeken kínál képzéseket. A Kar számos nemzetközi és hazai vállalattal áll hosszú távú szakmai együttműködésben. A tanulmányaik mellett a hallgatók kutatási és projekttevékenységekben is részt vehetnek.
A kar rendszeresen részt vesz innovatív K+F projektek megvalósításában neves ipari partnerekkel együttműködve, mely feladatokban részt vesznek hallgatóik, oktatóik és kutatóik.

#### Zalaegerszegi Egyetemi Központ
A Pannon Egyetem Zalaegerszegi Egyetemi Központja 2021. január 1-jén alakult meg, azzal a céllal, hogy képzési kínálatával és ipari kapcsolataival szerepet vállaljon a régió oktatási és szakmai életében. Az intézmény három fő területen kínál képzéseket: gazdasági, informatikai és műszaki szakterületen, így a hallgatók széles körű képzési lehetőségek közül választhatnak, amelyek lefedik az alapképzést, mesterképzést, felsőoktatási szakképzést és szakirányú továbbképzést egyaránt. A központ emellett nagy hangsúlyt fektet a duális képzésre, amely lehetővé teszi a hallgatók számára, hogy tanulmányaik mellett gyakornoki tapasztalatot szerezzenek vállalatoknál.
A központ történetében a Gazdálkodási Kar Zalaegerszeg fontos szerepet játszik, amely 2020 augusztusától a Pannon Egyetem egyetlen nem veszprémi karaként működik. Jogelődje, az 1971-ben alapított Pénzügyi és Számviteli Főiskola Zalaegerszegi Intézete, évtizedek óta biztosítja a közgazdászképzést a térségben. A Mechatronikai Képzési és Kutatási Intézet 2002 óta mechatronikai mérnöki képzést kínál.
Az Infocentrum, a központ informatikai épülete, 2010-ben készült el, míg a 2019-ben megújult Innovációs és Tudásközpont tantermekkel és kutatási lehetőségekkel bővült közel egymilliárd forintos fejlesztés révén. A korszerű felsőoktatási könyvtár, a minőségi kollégiumi elhelyezés, valamint a szép, természetközeli kampuszkörnyezet mind hozzájárulnak a kellemes és hatékony tanulási környezethez. A Zöld Kampusz program keretében a központ elkötelezett a fenntartható megoldások és környezetbarát fejlesztések mellett.

#### Körforgásos Gazdaság Egyetemi Központ Nagykanizsa
A Pannon Egyetem Nagykanizsa Körforgásos Gazdaság Egyetemi Központ (röviden PEN) a Nagykanizsán korábban működő Mezőgazdasági Főiskola bezárása után született meg 1997-ben a helyi vezetés és a Kanizsa Felsőoktatásáért Alapítvány támogatásával. Az első képzési programok 2000-ben indultak el, és azóta folyamatosan bővült a kínálat, amely ma már többek között műszaki, gazdasági, logisztikai és informatikai szakokat foglal magában. A központ 2010-től mesterszintű képzésekkel is kibővült, így egyre több hallgató választhat felsőfokú szakirányú tanulmányokat Nagykanizsán. Fontos a duális képzési forma, amely lehetőséget ad a hallgatóknak arra, hogy már tanulmányaik alatt gyakorlati tapasztalatot szerezzenek ipari partnereknél.
Az oktatást olyan szervezeti egységek támogatják, mint az Alkalmazott Gazdálkodástani Intézet, az Alkalmazott Informatikai Tanszék, és a Soós Ernő Kutató-Fejlesztő Központ.

#### Ajka Kampusz
Az Ajka Kampusz megnyitásával új korszak kezdődött a város életében, amely immár egyetemi várossá vált. Ez a lépés nemcsak a város régi álmának megvalósulását jelenti, hanem jelentős előrelépést a térség gazdasági, kulturális és oktatási fejlődésében. 
A kampusz lehetőséget biztosít különféle képzési és kutatás-fejlesztési programok indítására, amelyek szorosan igazodnak a régió ipari igényeihez. Az együttműködések célja, hogy a térség gazdasági szereplői számára elérhetővé tegyék a legújabb kutatási eredményeket és szolgáltatásokat, miközben a Pannon Egyetem tovább erősíti kutatás-fejlesztési fókuszát.

#### Kőszegi Kampusz
A Pannon Egyetem Kőszegi Kampusza 2016. január 1-én kezdte meg működését. A Kampusz alapító partnerei a kőszegi ISES (Institute for Social and European Studies) Alapítvány, a Felsőbbfokú Tanulmányok Intézete és Kőszeg város önkormányzata.
A Kampuszt hivatalosan 2016. március 9-én avatták fel, az oktatás 2016. szeptemberében kezdődött meg Nemzetközi tanulmányok mesterszakon angol nyelven, kulturális örökség-menedzsment és fenntartható fejlődés szakon szintén angol nyelven. A tervek szerint a képzési kínálat később tovább bővül például turisztikai desztináció-menedzsment, valamint szőlő- és borászati szakmérnök szakkal.

## Felsőoktatási szakképzések
A Pannon Egyetem felsőoktatási szakképzései gyakorlatorientált oktatást kínálnak, amelyek célja, hogy a hallgatók rövidebb idő alatt használható és versenyképes szakmai tudást szerezzenek. Ezek a képzések azok számára ideálisak, akik szeretnének gyorsan a munkaerőpiacra lépni, vagy később alapképzésben folytatni tanulmányaikat, hiszen a felsőoktatási szakképzésben megszerzett kreditek beszámíthatók az egyetemi alapszakokba is.
A képzések több területet ölelnek fel, köztük a gazdaságtudományok, az informatika, a műszaki és a mezőgazdasági szakterületeket, amelyeket gyakran az adott ágazat ipari partnereivel együttműködve alakítanak ki.
A képzési formák további előnye, hogy a hallgatók valós gyakorlati tapasztalatokat szereznek a tanulmányaik során, hiszen a Pannon Egyetem sok szakképzésében bevezette a duális oktatási formát. Ennek keretében a hallgatók szoros együttműködésben dolgoznak vállalatokkal, így a friss diplomások már szakmai ismerettel és gyakorlattal rendelkeznek.

## Posztgraduális képzések
A Pannon Egyetem posztgraduális képzései elsősorban azoknak szólnak, akik meglévő diplomájukra építve szeretnék tovább mélyíteni tudásukat, magasabb szakmai vagy vezetői pozíciókba törekednek, vagy új szakmai területen szeretnének elhelyezkedni.
A posztgraduális kínálat széles spektrumot ölel fel: a gazdaságtudományok, műszaki tudományok, informatikai, valamint a humán és társadalomtudományi területek iránt érdeklődők egyaránt találnak képzési lehetőségeket. Az egyetem különösen hangsúlyos szerepet kap a körforgásos gazdasághoz, fenntarthatósághoz és modern technológiákhoz kapcsolódó képzések terén, válaszul a legújabb iparági és társadalmi igényekre.
Egyedülálló lehetőség a különböző szakirányú továbbképzések kínálata, amelyek gyakran ipari partnerekkel való szoros együttműködésben valósulnak meg. A Pannon Egyetem számos mesterképzésének és posztgraduális programjának része a duális képzési modell is, amely révén a hallgatók gyakorlati tudásukat közvetlenül a vállalati környezetben mélyíthetik el. A posztgraduális tanulmányokat keresők számára a Pannon Egyetem kiváló oktatókat, innovatív kutatási lehetőségeket, valamint modern infrastrukturális hátteret biztosít, így minden eszközt és tudást megad ahhoz, hogy hallgatói a választott szakterületük elismert szakértőivé váljanak.

## Doktori képzés

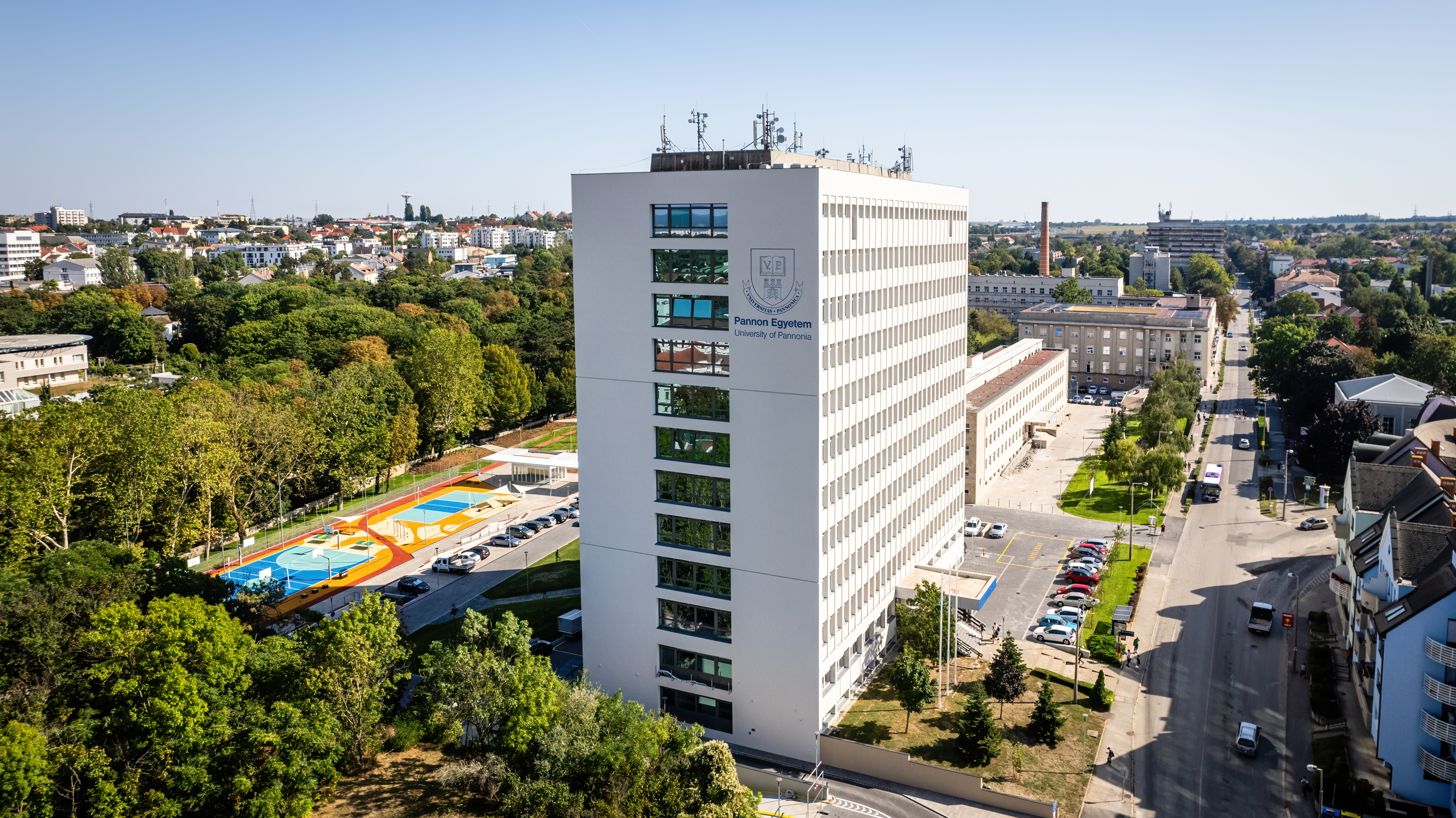
Az egyetem I épülete

A Pannon Egyetem doktori képzése egyetemi hagyományokra és tudományos kiválóságra épít, immár több mint hat évtizede. Az egyetem első doktori okleveleit 1959-ben adták át, ezzel megnyitva az utat a tudományos elmélyülés és a kutatói pálya iránt elkötelezettek előtt. 
A PhD-képzés 1993-ban kezdődött meg a Pannon Egyetemen, először kémia és környezettudomány szakterületeken, majd újabb területekkel – műszaki informatikai alkalmazásokkal, nyelvtudományi és neveléstudományi programokkal – bővült, hogy szélesebb palettát nyújtson a kutatni vágyóknak. Az egyetem 2006-ban adta át a 250. PhD-oklevelet, amely mérföldkőként emlékeztet az itt szerzett tudás értékére és az elért eredményekre.
Ma öt elismert doktori iskola működik a Pannon Egyetemen, melyek mindegyike innovatív kutatási irányokkal, nemzetközi elismertséggel és kiváló oktatói gárdával rendelkezik.

### Az egyetem doktori iskolái
- Gazdálkodás- és Szervezéstudományok Doktori Iskola
- Informatikai Tudományok Doktori Iskola Archiválva 2022. február 17-i dátummal a Wayback Machine-ben
- Kémiai és Környezettudományi Doktori Iskola
- Többnyelvűségi Nyelvtudományi Doktori Iskola Archiválva 2022. február 17-i dátummal a Wayback Machine-ben
- Vegyészmérnöki- és Anyagtudományok Doktori Iskola

## Duális képzés
A Pannon Egyetem duális képzései lehetőséget nyújtanak azoknak a hallgatóknak, akik nemcsak elméleti tudásukat szeretnék elmélyíteni, hanem a gyakorlati tapasztalataikat is fejlesztenék. Ez a képzési forma szorosan kapcsolódik az iparhoz, és lehetőséget ad arra, hogy a hallgatók az egyetemi évek alatt már valódi munkatapasztalatot szerezzenek egy vezető vállalatnál.
A duális képzés keretében a hallgatók tanulmányaik során évente 22 hetet töltenek gyakorlati munkával egy partner vállalatnál. Ez alatt szakmai munkaszerződés alapján fizetésben részesülnek. A képzés intenzív, mivel a tanév hossza 48 hét; 26 hetet az egyetemi elméleti oktatásban, 22 hetet pedig a vállalatnál töltenek. Ezáltal a hallgatók nemcsak az elméleti tananyagot sajátítják el, hanem közvetlen betekintést nyernek a választott szakma mindennapjaiba. A Pannon Egyetem különböző karai és szakjai számos iparági partnerrel állnak kapcsolatban. Ezek a vállalatok nemcsak a gyakorlati helyszínt biztosítják, hanem aktívan részt vesznek a hallgatók szakmai képzésében is.

## Hallgatói rendezvények
Az egyetemi közösség számára az események nemcsak a szórakozásról szólnak, hanem lehetőséget adnak a kapcsolatok építésére, a hagyományok ápolására és az egyetemi élet valódi szellemének megélésére.

### Veszprémi Egyetemi Napok (VEN)
1969 óta rendezik meg a Pannon Egyetem egyik legnagyobb szabású rendezvényét, a Veszprémi Egyetemi Napokat a veszprémi kampuszon. Egy hétig, a nap 24 órájában neves fellépők, vetélkedők, felvonulások színesítik az egyetemi város kulturális életét. A hallgatókat 4 csapatra osztják, melyek saját diákrektorjelöltet állítanak. A rendezvény negyedik napján a hallgatók szavazata alapján kihirdetik a győztes csapatot és a diákrektort, akinek az egyetem rektora 1 napra ünnepélyes keretek között átadja a hatalmat.

### Gólyabál
Elsőévesek, felsőbb évesek, öregdiákok, tanárok és egyetemi munkatársak együtt mulatnak egy nagyot a Pannon Egyetem "B" aulájában.

### Szakestek
Hagyománytisztelő módja annak, hogy jobban megismerd szaktársaidat, más évfolyamok hallgatóit és oktatóidat egy olyan esemény keretein belül, amin a formális rendezvényelemek után a felhőtlen szórakozásé a főszerep.

### Zalaegerszegi Egyetemi Napok (ZEN)
A zalaegerszegi egyetemisták legnagyobb fesztiválja a tavasszal megrendezésre kerülő ZEN. Kulturális programokkal, sport és főzőversenyekkel, koncertekkel várják az érdeklődőket és a zalaegerszegi felsőoktatási intézmények hallgatóit.

### Balaton regatta
A Balaton regatta fixüléses tízevezős verseny 1999-ben, hagyományteremtő céllal indult útjára, Dr. Gaál Zoltán, az akkori Veszprémi Egyetem rektorának ötlete és támogatása alapján. A futamokat kezdetben évente váltott helyszíneken, páros évben Keszthelyen, páratlan évben pedig Balatonalmádiban rendezték meg, de a szervezők végül úgy döntöttek, hogy az egyetem tulajdonát képező Nereus Hotel előtti ”Budatava” nevű partszakasz a legideálisabb a program lebonyolítására. Az evezős csapatok 1000 m-es távon küzdenek meg egymással, jellemzően 4 kategóriában:
- junior férfi
- junior női
- senior férfi
- senior női

A rendezvényt a sportversenyen kívül koncertek, öntevékeny csoportok bemutatkozása színesíti.

## Sport az egyetemen
A Pannon Egyetem testnevelése és sportja közel 50 éves múlttal rendelkezik. Az egyetem alapítását 1950-ben követte a Veszprémi Lombik Sport Kör megalakulása, majd 1952-ben a Testnevelés Tanszék létrehozása. Mindkét szervezeti egység célkitűzésében az egyetemisták testkultúrájának fejlesztését, sokoldalú gazdagítását fogalmazták meg.
Közel 50 edzésforma közül választhatnak a hallgatók a Testnevelési és Sport Intézet elméleti kurzusai mellett. Az Intézet nagy hangsúlyt fektet arra, hogy mindenki megtalálja az edzettségének megfelelő mozgásformát. A felsőoktatási szakképzésen két félév a kötelező, alapszakon 4 félév, mesterszakon pedig ajánlott elméleti kurzusok vannak. Egy félévben 20 aláírást kell összegyűjteni a hallgatóknak a testnevelés teljesítéséhez, de ezt tényleg nagyon változatosan tudják megtenni a sportági kínálatból.
Az egyetemnek evezős, röplabda, kosárlabda és futsal csapatai vannak, melyekhez csatlakozhatnak a hallgatók, és részt vehetnek a MEFOB (Magyar Egyetemi és Főiskolás Országos Bajnokság) versenyein. Ezen kívül a Veszprémi Egyetemi Sport Club révén versenysportra is van lehetőség egyesületi színekben.
A sportegyesület (jelenleg a Veszprémi Egyetemi Sport Club – VESC) az egyetem mellett működő önálló jogi státusszal rendelkező szervezet, melynek elsődleges szerepe a versenyszerű sportolás feltételeinek megteremtése. Gondoskodik a sportcsoportok és szakosztályok szervezeti kereteinek kialakításáról, az egyetemisták edzésének és versenyzésének szakmai irányításáról.
A VESC jelenleg 15 szakosztállyal működik:
- Asztalitenisz
- Atlétika
- Birkózás
- Evezés
- Falmászás
- Női futsal
- Jégkorong
- Kerékpár
- Kosárlabda
- Küzdősport
- Röplabda
- Tenisz
- Triatlon
- Vitorlázás
- Vívás

### Sport és Tanulás program
A Pannon Egyetemen már több éve sikeresen működik a Sport és Tanulás Program, amelynek célja az egyetemünkön tanuló sportolók tanulásának támogatása. A Sportösztöndíj egyéni tanrenddel, mentorálással segíti a hallgatókat, hogy a jövőben is megfelelő időt szánhassanak tanulmányaik mellett a versenysportra. Az elmúlt években számos, nemzetközi szinten is kimagasló eredményeket elérő sportoló kapott már támogatást, többek között Rasovszky Kristóf olimpiai ezüstérmes nyílt vízi úszó is.

### Brick Zone, a Pannon Egyetem konditerme
A Pannon Egyetem egy olyan sportlétesítménnyel gazdagodott a Brick Zone-nal, amely a hallgatók és a városlakók számára is egyaránt  helyszíne lehet az aktív időtöltésnek. A "loft" stílusban kialakított 400 m2-es kondicionáló terem egy szabadtéri erőfejlesztésre is lehetőséget adó átriumos udvarral is rendelkezik. A klasszikus, testépítésre alkalmas kondigépeken és szabad súlyos eszközökön túl a funkcionális edzéshez nélkülözhetetlen keretekkel, saját testsúlyos eszközökkel, illetve modern légkamrás kardiógépekkel bővült az eszközpark. A szolgáltatások között elérhető az infraszauna és a masszázs.

## A Pannon Egyetem és a fenntarthatóság
A Pannon Egyetem küldetése, hogy a fenntarthatósághoz kötődő, több tudományterületet felölelő, nemzetközileg jegyzett képzési és kutatás-fejlesztési tevékenységei által aktív részese legyen az élhető jövő formálásának.” – Dr. Gelencsér András, a Pannon Egyetem előző rektora.
A magas szintű, piacképes tudást nyújtó oktatás alapja az intézményünk nemzetközi szinten is elismert kutatás-fejlesztési és innovációs tevékenysége, amely a partnerekkel közös projektek révén létrehozott közvetlenül hasznosítható eredményekben nyilvánul meg. A Pannon Egyetem az elmúlt évtizedekben a természettudományos, a műszaki és informatikai, valamint menedzsment és turisztikai területeken országos és nemzetközi feladatokat is vállalva, jelentős kutatói és tudományos tapasztalatot halmozott fel. Ennek mentén megvizsgálva értékeit, kompetenciáit és lehetőségeit, a fenntarthatóságot és a körforgásos gazdaságot kiemelt tudományterületként kezeli mind az oktatási, mind a kutatás-fejlesztési tevékenységei között. A Pannon Egyetem fenntarthatósággal kapcsolatos tevékenységet a Fenntarthatósági Kompetencia Központ fogja össze.

## Az egyetem eddigi rektorai
- Polinszky Károly egyetemi tanár, 1949. augusztus 19-étől 1952. július 31-éig
- Bereczky Endre egyetemi tanár, 1952. augusztus 1-jétől 1953. szeptember 30-áig
- Nemecz Ernő egyetemi tanár, 1953. október 1-jétől 1954. szeptember 14-éig
- Polinszky Károly egyetemi tanár (másodszor), 1954. szeptember 15-étől 1963. december 31-éig
- László Antal egyetemi tanár, 1964. január 1-jétől 1966. július 31-éig
- Káldi Pál egyetemi tanár, 1966. augusztus 1-jétől 1971. július 31-éig
- Nemecz Ernő (másodszor), egyetemi tanár, 1971. augusztus 1-jétől 1980. június 30-áig
- Inczédy János egyetemi tanár, 1980. július 1-jétől 1981. június 30-áig
- Heil Bálint egyetemi tanár, 1981. július 1-jétől 1989. június 30-áig
- Liszi János egyetemi tanár, 1989. július 1-jétől 1995. június 30-áig
- Győri István egyetemi tanár, 1995. július 1-jétől 1998. június 30-áig
- Gaál Zoltán egyetemi tanár, 1998. július 1-jétől 2007. június 30-áig
- Rédey Ákos egyetemi tanár, 2007. július 1-jétől 2011. június 30-áig
- Friedler Ferenc egyetemi tanár, 2011. július 1-jétől 2015. június 30-áig
- Gelencsér András egyetemi tanár, 2015. július 1-jétől 2024. június 30-áig
- Abonyi János egyetemi tanár, 2024. július 1-jétől, jelenleg is[1]

## Az egyetem kancellárjai
•	Kovács Gyula 2015. január 1 – 2019. augusztus 19. 
•	Csillag Zsolt, 2019. augusztus 20 – jelenleg is

## Kollégiumok
- "Magister" Kollégium[21]
- Központi Kollégium[22]
- Hotel Nereus*** (Balatonalmádi)[23]
- Jedlik Ányos Szakkollégium[24]
- Gasparich Kollégium (Zalaegerszeg)[25]
- Zárda Kollégium (Nagykanizsa)[26]

## Az egyetem épületei
A Pannon Egyetem épületei, a legjellemzőbb alkalmazások vannak feltüntetve:
- A épület: Az egyetem első épülete, előadók, tantermek, oktatási igazgatóság. A Gazdaságtudományi Kar székhelye. Az épület belseje 2011-re teljesen megújult;
- B épület: Itt található az egyetem aulája, a rektori titkárság és más vezetői irodák, tantermek;
- C épület: Itt található a Mérnöki Kar legtöbb szervezeti egysége, kémiai laborok;
- D épület: Ásványolaj és Széntechnológia Intézeti Tanszék – üzemkísérleti csarnok; Fenntarthatósági Megoldások Kutatócsoport – szennyvíztechnológiai üzemcsarnok, műanyagtudományi kísérleti csarnok;
- E épület: Központi szervezeti egységek irodái, Pannon KözTÉR, Kamaraterem;
- F épület: Tűzveszélyes raktárak, veszélyes anyag tárolók, méregraktár;
- I épület: Az egyetem legmagasabb épülete, informatikai laboratóriumok, számítógép termek találhatóak itt. A Műszaki Informatikai Kar főhadiszállása;
- J épület: Központi Gépműhely és Laboratórium, Mechatrónikai Kutatóközpont, Hulladékgazdálkodási Kutatóközpont, Vegyészmérnöki Intézet Kooperációs Kutatási Központ; A Pannon SolarBoat otthona.
- K épület: Jelenleg használaton kívül;
- M épület: Egyetemi Könyvtár, Felnőttképzési Intézet;
- N épület: A Humántudományi Kar székhelye, a Mérnöki Kar három kutatóközpontja található itt;
- O épület: Előadótermek, külsős irodák;
- P épület: Szerves Kémia Intézeti Tanszék;
- Tornacsarnok: Testnevelési és Sportintézet, Testnevelési Tanszék;
- Auditórium Maximum: Az egyetem első rektora után Polinszky terem;
- DiákCentrum: Az egyetem saját szórakoztató és vendéglátóipari egysége;
- Egyetem Étterem: Jelenleg használaton kívül;
- Orvosi Rendelő
- Stadion
- Kazánház: A Pannon Egyetem hőszivattyús fűtési rendszere található itt.
- Pannon KözTÉR: A Pannon Egyetem 'E' épületének földszintjén található Pannon KözTÉR egy hallgatói aktivitást serkentő közösségi tér, Európa Kulturális Fővárosa tematikájú programokkal és információs bázis funkciókkal. Helyet kapnak itt a Veszprém-Balaton 2023 Európa Kulturális Fővárosa program közösségi eseményei és támogatott projektrendezvényei is. A Pannon KözTÉR találkozási helyszínt biztosít a nyertes EKF-pályázóknak munkamegbeszéléseikhez. Itt tevékenykednek az aktív hallgatói csoportok, a CoolLaunch Ifjúsági Ötletműhely és önkéntes közösség, valamint a Hallgatói Önkormányzat tagjai is. Itt kap helyet a UNeECC (University Network of the European Capital of Culture) nemzetközi szervezet titkársága, amely 2021 tavaszától összeköti a Pannon Egyetemet 50 európai felsőoktatási intézménnyel, melyek szintén Európa Kulturális Fővárosaiban működnek.[27]

Az A, B és C épületek közt húzódik egy földalatti járatrendszer, a hallgatók elől azonban zárva van.

## A világ egyetemeinek és a magyarországi egyetemek rangsorában
|     |  | 2019 |
| --- |  | ---- |
| HVG |  | 8    |

Az egyetem 2024-ben az 1201–1500-as kategóriában található a Times Higher Education (THE) éves rangsorában.

## Képgaléria

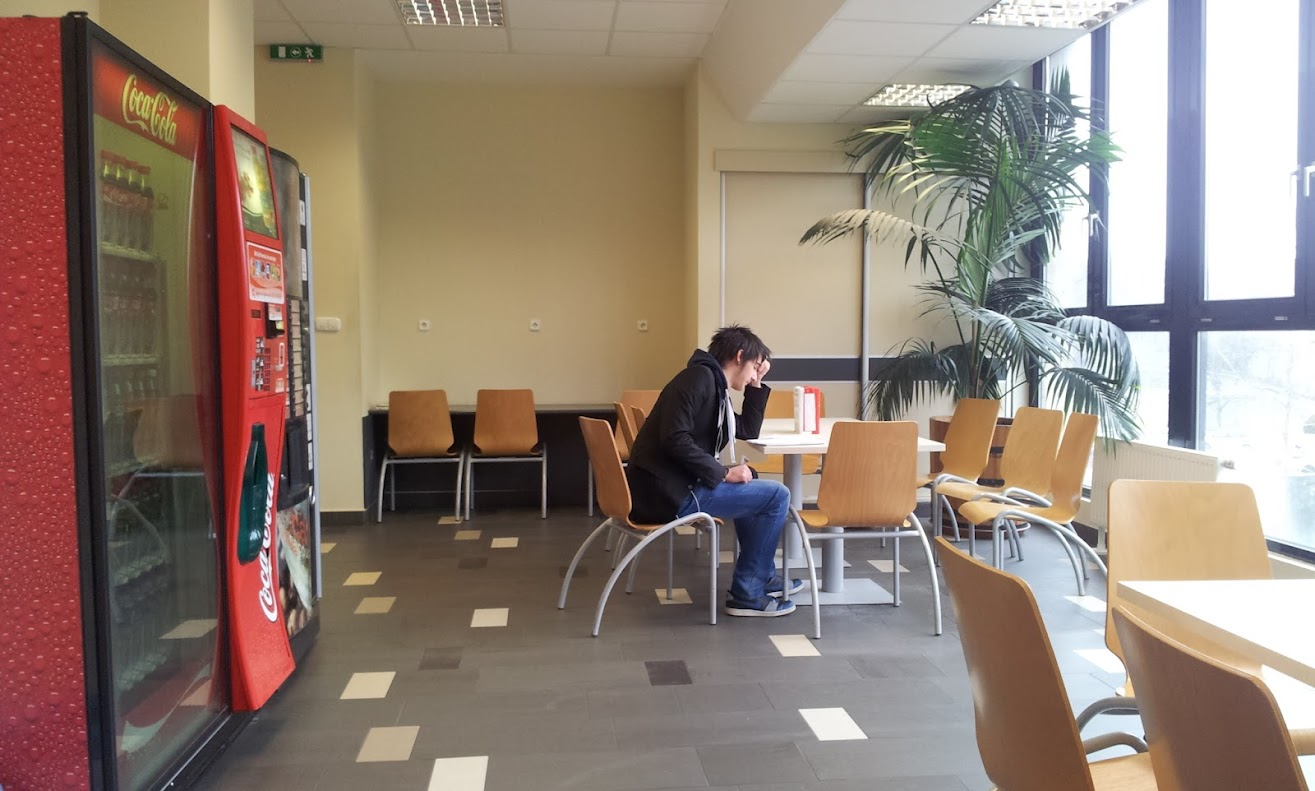
I-épület társalgó
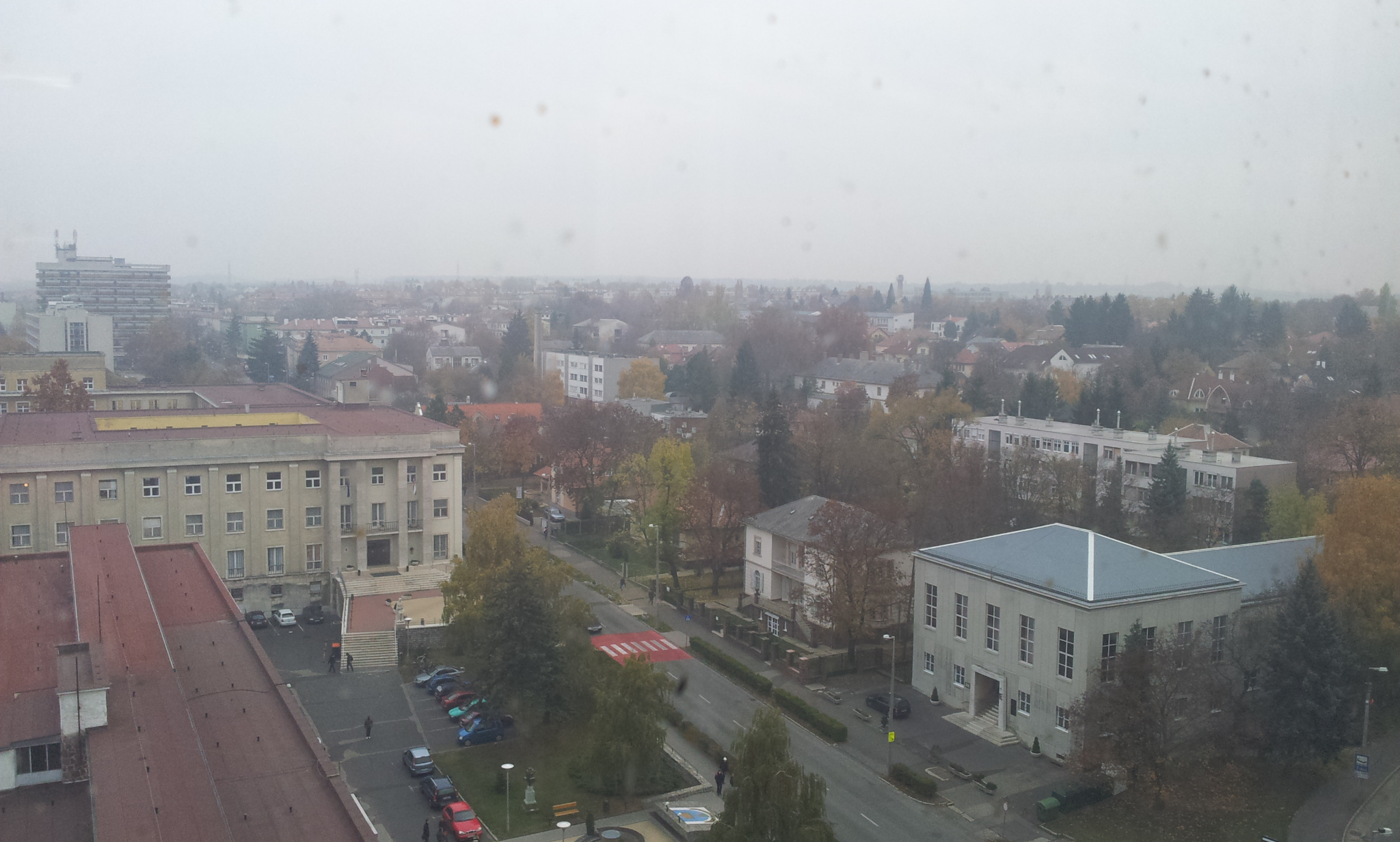
Kilátás az I épületből
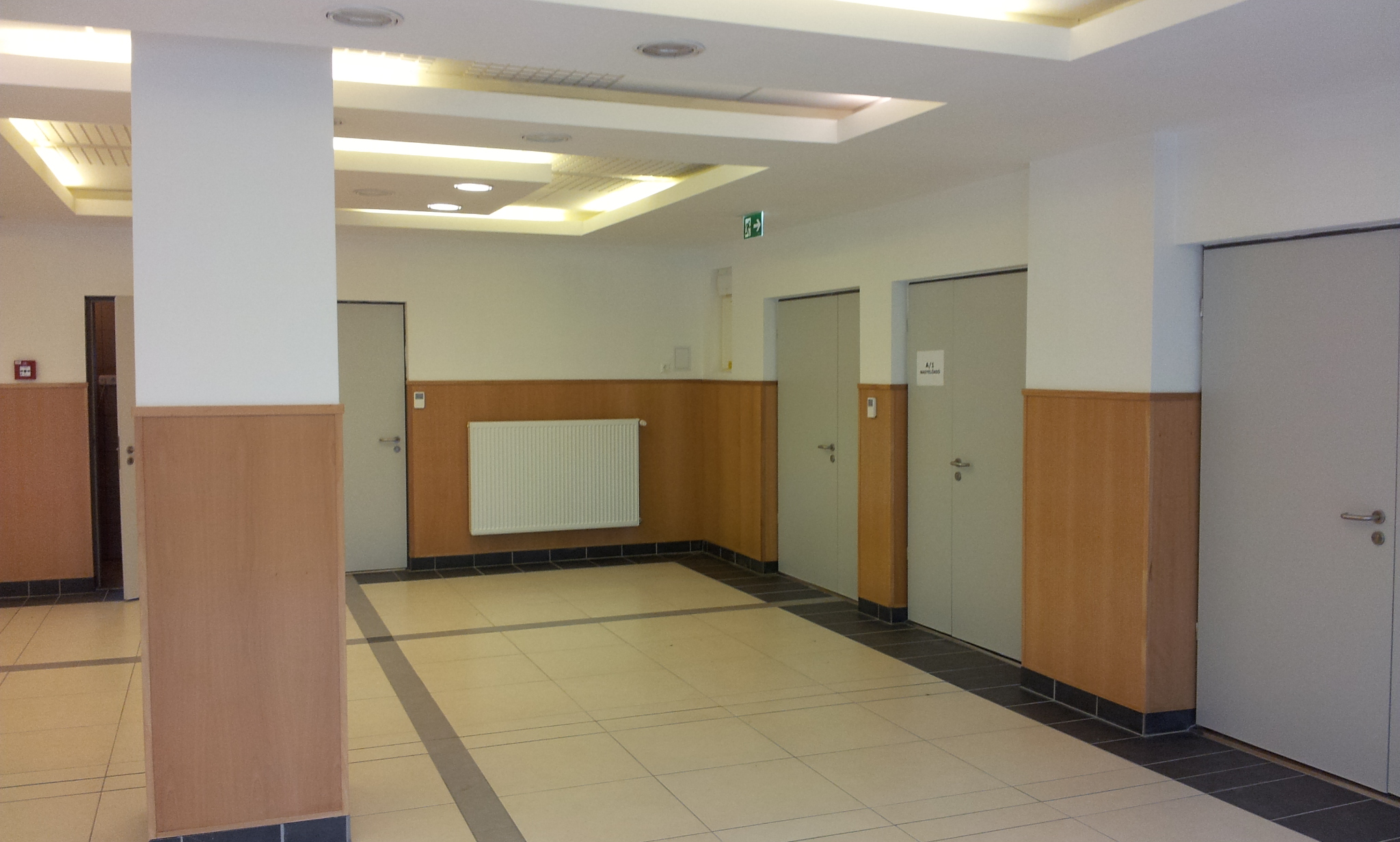
A épület belseje
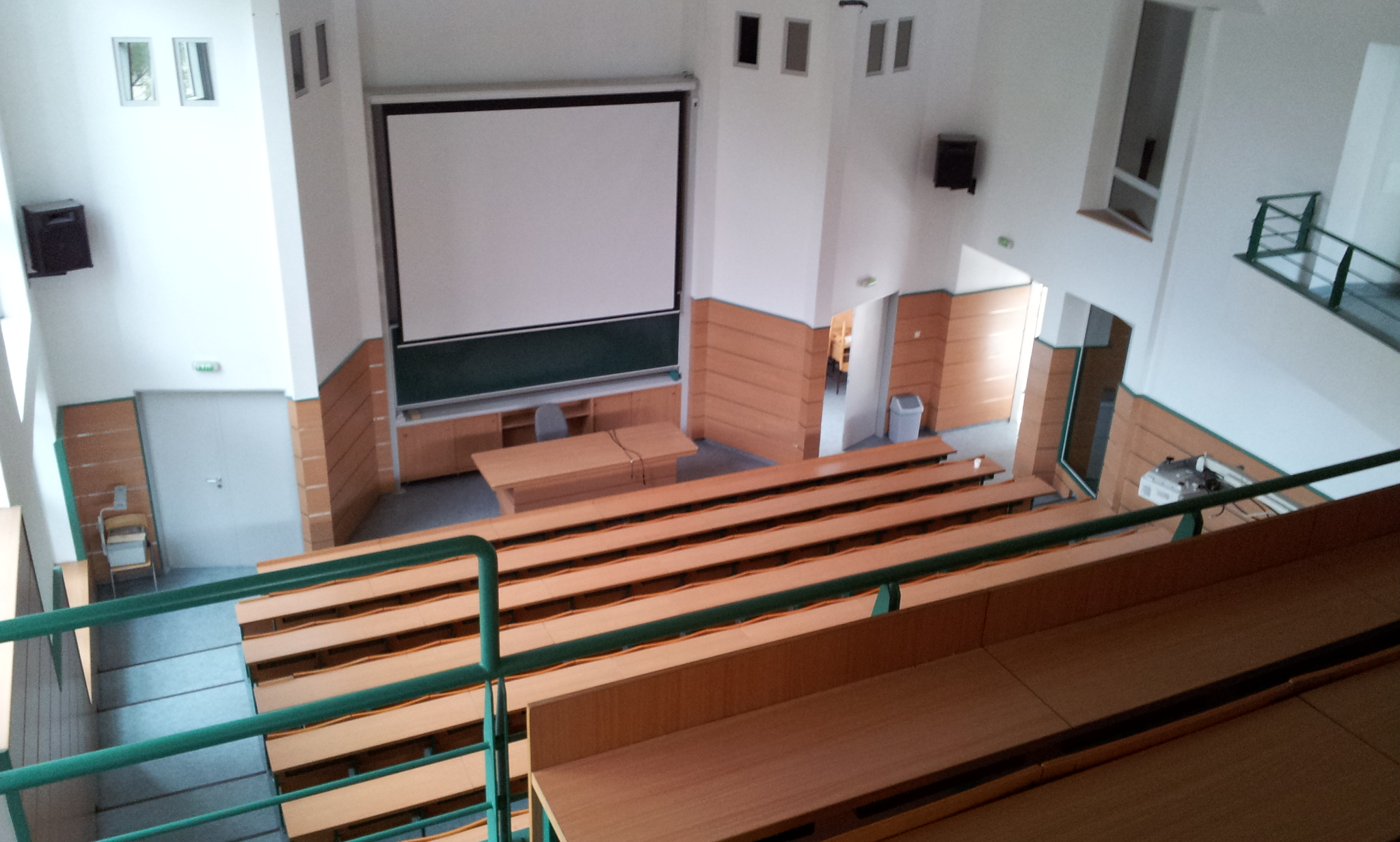
Polinszky előadó